# Amtshaus (Markt Rettenbach)

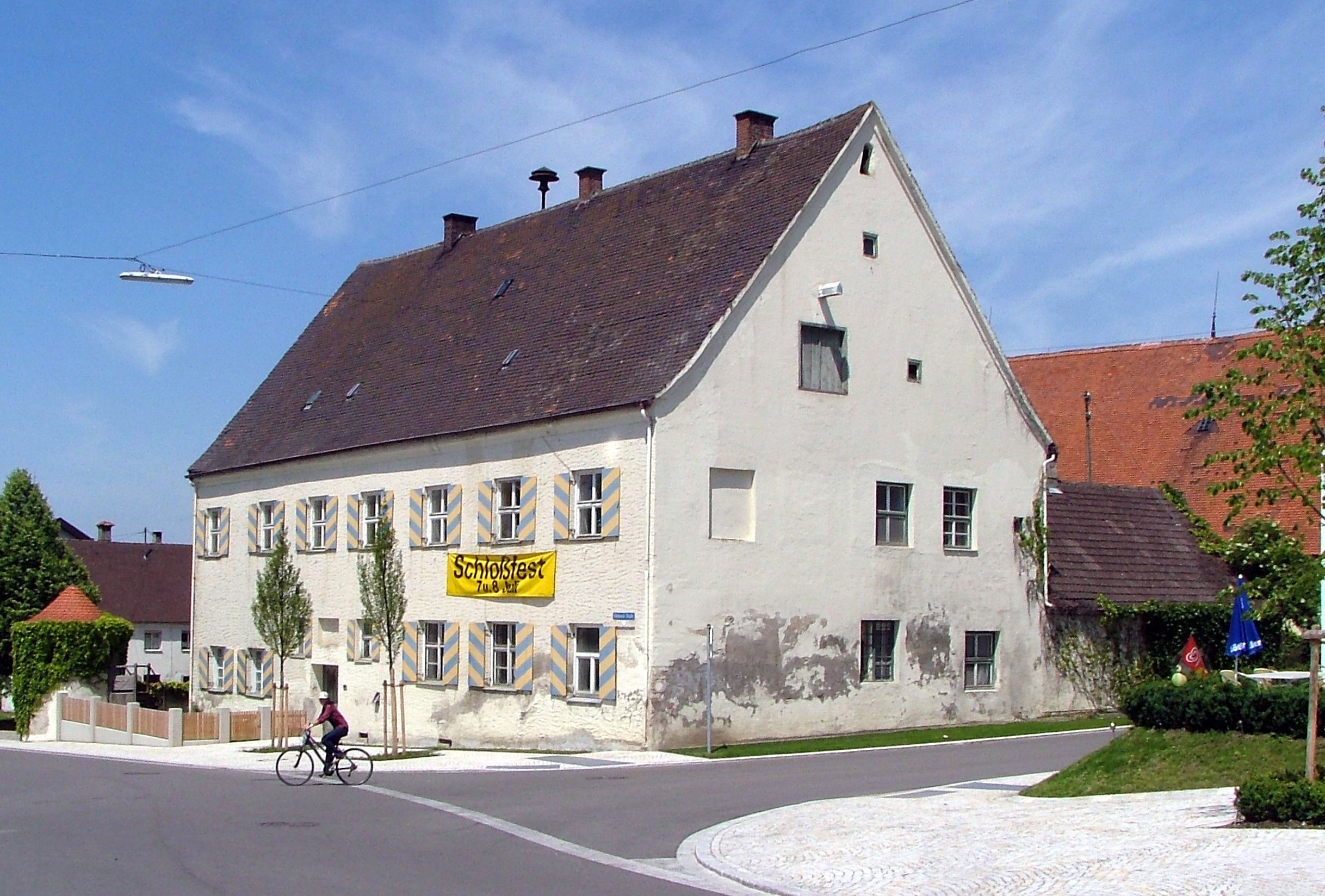
Ehemaliges Amtshaus, sogenanntes Schloss, in Markt Rettenbach

Das ehemalige Amtshaus, auch Schloss genannt, befindet sich in Markt Rettenbach im Landkreis Unterallgäu (Bayern). Im Jahr 1557 war es im Besitz Anton Fuggers. Das zweigeschossige Gebäude mit Satteldach steht unter Denkmalschutz und wurde völlig erneuert.
Seit Juni wird das Schloss renoviert Erbaut wurde es vermutlich im 16. Jahrhundert. Der südöstliche Raum des Erdgeschosses trägt ein Kreuzgratgewölbe, das südwestliche Zimmer ist mit einer Stuckrahmendecke ausgestattet. Das Treppengeländer mit kräftigen Holzbalustern stammt vom Beginn des 18. Jahrhunderts. Ein kleiner, freistehender Rundturm steht an der Südwestecke des Gebäudes. Ein zweiter Rundturm an der Südostecke wurde 1950 abgebrochen.